# Trichoridia inornata
Trichoridia inornata là một loài bướm đêm trong họ Noctuidae.